# Autumn '67 - Spring '68
Autumn '67  – Spring '68 è una compilation del gruppo britannico The Nice, pubblicata nel 1972 dalla Charisma Records nella collana economica Perspective. Negli Stati Uniti, fu distribuito dalla Buddah Records nel 1973 con il titolo abbreviato in Autumn to Spring e con una copertina diversa.

## Brani
Come da titolo, l'album contiene registrazioni effettuate tra l'autunno del 1967 e la primavera del 1968, quando The Nice erano un quartetto comprendente il chitarrista Davy O'List.
I brani America e Diamond-Hard Blue Apples of the Moon costituivano un 45 giri pubblicato nel Regno Unito nel giugno 1968: America qui dura alcuni secondi in meno, in quanto il parlato antiamericano che ne precedeva il finale fu tagliato per rendere il brano – e con esso l'intero album – idoneo anche al mercato statunitense; per il resto, le due incisioni sono le stesse contenute nel singolo originale.
Le altre tracce del disco sono invece versioni inedite di brani che la band avrebbe pubblicato come segue:
- sei brani, reincisi a dicembre del 1967, finirono sull'album di debutto The Thoughts of Emerlist Davjack, uscito il 1º marzo 1968;
- l'ultimo brano, Daddy Where did I Come from, fu riarrangiato per trio dopo l'uscita dal gruppo di O'List e comparve sull'album Ars Longa Vita Brevis del novembre 1968, in quel caso cantata da Keith Emerson; nella versione inclusa qui, la voce solista è invece Lee Jackson.

## Tracce
Lato A
1. The Thoughts of Emerlist Davjack – 4:12 (Keith Emerson, Davy O'List)
2. Flower King of Flies – 3:36 (Emerson, Lee Jackson)
3. Bonnie K – 3:19 (Emerson, O'List)
4. America – 6:06 (musica: Leonard Bernstein, arr. The Nice)

Lato B
1. Diamond-Hard Blue Apples of the Moon – 2:46 (Emerson, Jackson)
2. Dawn – 5:05 (Brian Davison, Emerson, Jackson)
3. Tantalizin' Maggie – 4:19 (Jackson, O'List)
4. The Cry of Eugene – 4:30 (Emerson, Jackson, O'List)
5. Daddy, Where did I Come from – 2:46 (Emerson, Jackson)

## Formazione
- Keith Emerson  – organo Hammond, organo a canne, mellotron, pianoforte, voce
- Lee Jackson  – basso elettrico, voce
- Brian Davison  – batteria, percussioni
- Davy O'List  – chitarra elettrica, tromba, voce